# 里普利堡 (明尼蘇達州)
里普利堡（英語：Fort Ripley）是一個位於美國明尼蘇達州克羅溫縣的城市。

## 人口
根據2020年美國人口普查的數據，里普利堡的面積為3.64平方千米，當中陸地面積為3.34平方千米，而水域面積為0.30平方千米。當地共有人口84人，而人口密度為每平方千米23人。